# Donald Baechler
Donald Baechler (* 22. November 1956 in Hartford, Connecticut; † 4. April 2022 in New York City, New York) war ein US-amerikanischer Künstler.

## Leben und Werk
Donald Baechler studierte von 1974 bis 1976 am Maryland Institute, College of Art, in Baltimore, von 1977 bis 1978 an der Cooper Union in New York City und von 1978 bis 1979 an der Hochschule für bildende Künste (Städelschule) in Frankfurt am Main. 2004 unterrichtete er als Dozent an der Internationalen Sommerakademie für Bildende Kunst Salzburg. Baechler lebte und arbeitete zuletzt in New York City.
Seine Skulpturen und Malereien sind in zahlreichen öffentlichen und privaten Sammlungen vertreten, beispielsweise im Museum of Modern Art (New York), im Whitney Museum of American Art (New York), im Guggenheim-Museum (New York), im Museum of Contemporary Art (Los Angeles), im Stedelijk Museum (Amsterdam), im Centre Georges Pompidou, Musée National d’Art Moderne (Paris).
Baechler starb im April 2022 im Alter von 65 Jahren an einem Herzinfarkt.

## Ausstellungen
- 1998: Kunsthalle Basel

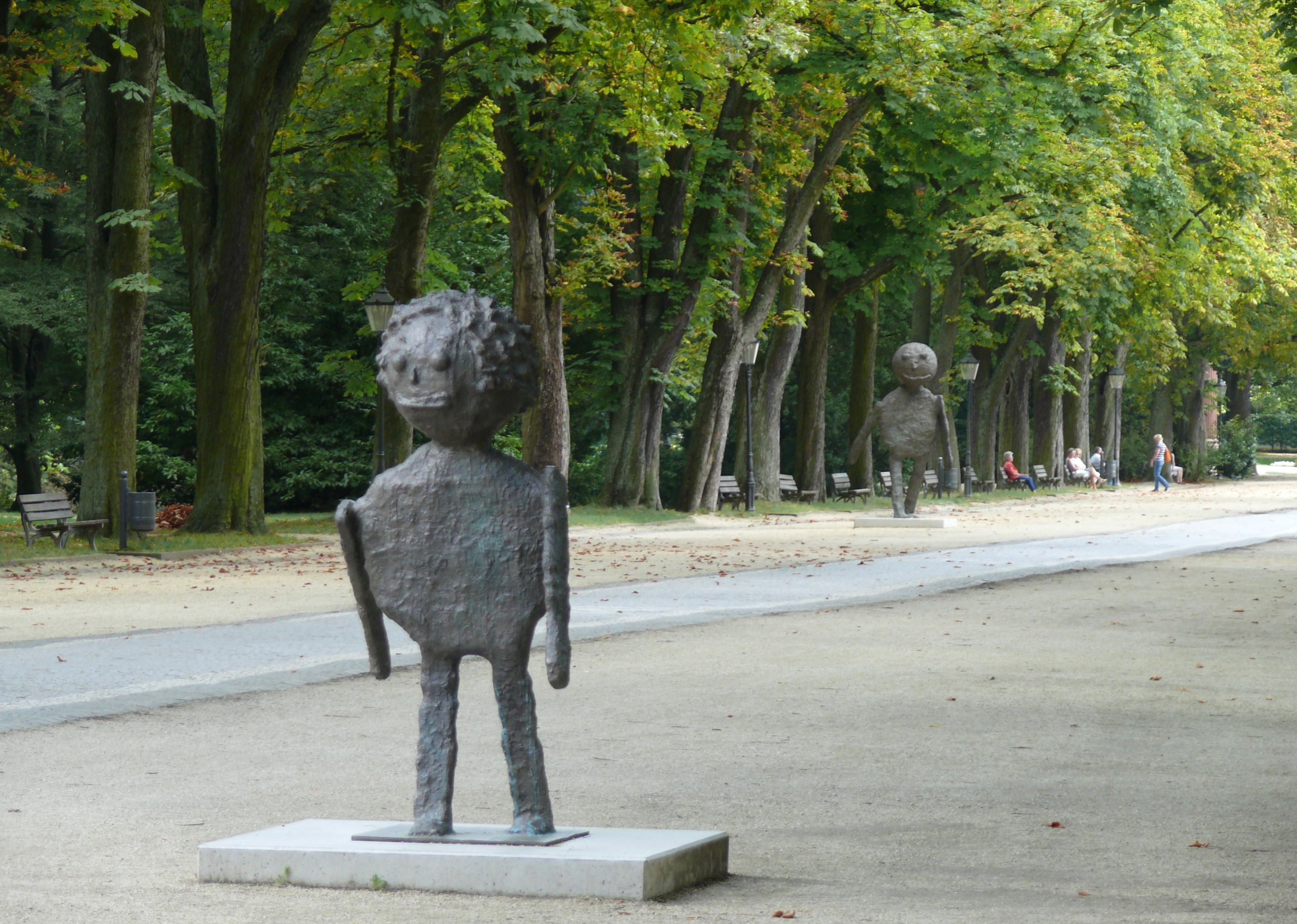
2009 in Bad Homburg „Globe Head Figure“ und „Round Head“

- 1998: Galleria Civica di Arte Contemporanea, Trient
- 2001: Recent Paintings, Galerie Bernd Klüser, München
- 2001: Donald Baechler. Globes and More, Galerie Thaddaeus Ropac, Paris
- 2001: Paintings from Kunsthalle Basel, Tony Shafrazi Gallery, New York
- 2001: Crowd Paintings, Cheim & Read Gallery, New York
- 2001: Five Easy Pieces, Tony Shafrazi Gallery, New York
- 2002: Galerie Thaddaeus Ropac, Salzburg
- 2002: Alain Noirhomme, Brüssel
- 2002: 77 Paintings, Galleria d’Arte Moderna e Contemporanea, San Marino
- 2003: Recent Paintings, Galerie Bernd Klüser, München
- 2004: Sala Terrena, Museum der Moderne Rupertinum, Salzburg

Teilnahme
- 2007: Blickachsen 7, Kurpark Bad Homburg